# Chrysolina murina
Chrysolina murina es un coleóptero de la familia Chrysomelidae.
Fue descrita científicamente en 1982 por Daccordi.